# The Mask of Zorro
The Mask of Zorro, Nederlandse titel: Het masker van Zorro is een Oscargenomineerde Amerikaanse film uit 1998 geregisseerd door Martin Campbell, gebaseerd op het personage Zorro. De hoofdrollen worden vertolkt door Antonio Banderas en Anthony Hopkins.
In 2005 kwam er met The Legend of Zorro een vervolg op de film.

## Verhaal
In 1821 vecht Don Diego de la Vega als de held Zorro in de Mexicaanse Onafhankelijkheidsoorlog tegen Spanje. Zijn voornaamste tegenstander is de wrede gouverneur Don Rafael Montero. Op een dag ontdekt Montero Zorro’s ware identiteit. Hij laat Don Diego arresteren en ontvoert zijn pasgeboren dochter, Elena, om haar als zijn eigen kind op te voeden. Tevens komt Don Diego’s vrouw, Esperanza, bij de arrestatie om het leven.
20 jaar later keert Montero met de nu volwassen Elena terug uit Spanje, met het plan van Californië een onafhankelijke republiek te maken. Don Diego, die al die tijd in de gevangenis heeft gezeten, slaagt erin te ontsnappen. Hij is echter te oud en te verzwakt door de jaren in de gevangenis om weer als Zorro te gaan vechten. Diego neemt daarom de dief Alejandro Murrieta, die als kind al eens Zorro had geholpen, onder zijn hoede om hem op te leiden tot zijn opvolger. Alejandro stemt toe omdat hij wraak wil op Montero daar zijn broer, Joaquin, is vermoord door Montero's handlanger, kapitein Harrison Love. Diego geeft Alejandro onder andere les in schermen en laat hem zich voordoen als een edelman om zo Montero's vertrouwen te winnen. Alejandro ontmoet ook Elena, en wordt al snel verliefd op haar.
Montero onthult aan Alejandro dat hij Californië terug wil kopen van generaal Santa Anna, zodat de Dons er weer de baas kunnen worden. Hij neemt Alejandro en enkele andere Dons mee naar een geheime goudmijn, waar boeren en criminelen als slaven goud moeten delven waarmee Montero de koop wil regelen. Deze goudmijn ligt op Santa Anna's landgoed, maar hij weet er zelf niets van. Elena ontdekt ondertussen dat Montero haar voorgelogen heeft, en niet haar echte vader is.
Montero heeft uiteindelijk genoeg goud voor zijn plan, maar omdat hij niet wil dat Santa Anna ooit ontdekt dat hij feitelijk betaald is met zijn eigen goud, wil hij de mijn laten opblazen tezamen met alle arbeiders. Diego licht Alejandro in over dit plan. Diego confronteert zelf Montero in zijn haciënda, maar wordt weer door hem gevangen. Elena beseft dat Diego haar echte vader is en bevrijdt hem. Diego begeeft zich ook naar de goudmijn. Daar volgt een laatste confrontatie waarbij Diego Montero bevecht, en Alejandro (als Zorro) kapitein Love. De arbeiders worden bevrijd voordat de mijn ontploft, en alleen Montero en Love komen om.
Diego is bij het gevecht dodelijk gewond geraakt, maar geeft voor hij sterft nog zijn zegen aan het huwelijk van Alejandro en Elena. Alejandro wordt officieel de nieuwe Zorro. Met Elena herbouwt hij de oude haciënda van de La Vega's. Aan het eind van de film krijgen ze samen een zoon: Joaquin.

## Rolverdeling
| Acteur               | Personage                        |
| -------------------- | -------------------------------- |
| Antonio Banderas     | Alejandro Murrieta / Zorro       |
| Anthony Hopkins      | Don Diego de la Vega / Zorro     |
| Catherine Zeta-Jones | Elena Montero / Elena de la Vega |
| Stuart Wilson        | Don Rafael Montero               |
| Matt Letscher        | Kapt. Harrison Love              |
| L.Q. Jones           | Three finger Jack                |
| Pedro Armendariz jr. | Don Pedro                        |
| Julieta Rosen        | Esperanza de la Vega             |
| Victor Rivers        | Joaquin Murrieta                 |

## Achtergrond

### Ontwikkeling
In oktober 1992 kwamen TriStar Pictures en Steven Spielberg's Amblin Entertainment met het plan om in 1993 een nieuwe Zorro-film op te nemen. Ze huurden Joel Gross in om het script te schrijven, omdat ze onder de indruk waren van zijn bewerking van The Three Musketeers. Spielberg zou de film zelf gaan regisseren. Gross voltooide zijn script in maart 1993, en TriStar begon vast met de voorproductie. Tegen december 1993 werd Branko Lustig ingehuurd om de film te produceren samen met Spielberg, en werd Mikael Salomon aangewezen als regisseur. In augustus 1994 werd Sean Connery gekozen als Don Diego de la Vega. Salomon wilde dat de rest van de acteurs uit Latijns-Amerikanen zou bestaan.
De productie verliep echter niet zoals verwacht en in september 1995 verlieten zowel Connery als Salomon het project. Robert Rodriguez, die kort daarvoor succes had geboekt met Desperado, nam de regie over. Hij gaf Antonio Banderas de rol van Zorro. TriStar en Amblin waren onder de indruk van Rodriguez’ filmtechnieken voor een laag budget, zoals in de actiefilms El Mariachi en Desperado, en besloten daarom af te zien van het plan om van Zorro een big budget film te maken. Spielberg hoopte dat Rodriguez in 1996 zou beginnen met de opnames, zodat de film rond Kerstmis kon worden uitgebracht. De premièredatum werd echter al snel uitgesteld naar Pasen 1997.
In juni 1996 verliet ook Rodriguez het project vanwege onenigheid met TriStar over het budget. Rodriguez wilde 45 miljoen dollar, maar TriStar wilde niet hoger gaan dan 35 miljoen dollar. Banderas bleef wel bij het project betrokken voor de hoofdrol. Martin Campbell nam de regie over, en sloeg daarvoor het aanbod om Tomorrow Never Dies te regisseren af. Het uiteindelijke script werd geschreven door John Eskow, Ted Elliott en Terry Rossio, gebaseerd op een verhaal van Elliott, Rossio, en Randall Jahnson.
De Colombiaanse zangeres Shakira was gevraagd voor de rol van Elena maar ze weigerde de rol omdat ze vond dat ze een slechte actrice was en dat haar Engels niet goed genoeg was. Oorspronkelijk weigerde Anthony Hopkins de rol van Don Diego de la Vega omdat hij rugproblemen had, maar na een operatie had hij geen last meer en aanvaardde hij de rol.

### Opnames
De eerste opnames begonnen op 27 januari 1997, tegen een budget van 60 miljoen dollar. The Mask of Zorro werd grotendeels opgenomen in de Estudios Churubusco in Mexico-Stad.
In februari lag de productie vier dagen stil, omdat Martin Campbell met bronchitis in het ziekenhuis werd opgenomen. De opnames werden hierna hervat in Tlaxcala, waar onder andere de set van de haciënda was gebouwd.
In maart liep de productie weer zes dagen vertraging op, toen Campbell opnieuw in het ziekenhuis moest worden opgenomen. Sony stuurde David Foster naar de set als vervangend producer, omdat Spielberg, Walter F. Parkes en Laurie MacDonald het te druk hadden met het runnen van DreamWorks. Foster en Davis Ward herschreven nog enkele scènes. De problemen tijdens de productie maakten dat The Mask of Zorro 10 miljoen dollar duurder uitkwam dan begroot.
Tijdens de afronding van de productie vonden Spielberg en Campbell de scène waarin Don Diego sterft in de armen van zijn dochter te deprimerend als slotscène voor de film. Daarom werd drie maanden nadat de opnames eigenlijk al waren gestopt nog de afsluitende scène gefilmd, waarin Alejandro en Elena getrouwd zijn en zelf een kind hebben gekregen.

### Filmmuziek
James Horner werd in september 1997 ingehuurd om de filmmuziek te componeren. Hij liet zich inspireren door het werk van Miklós Rózsa en Kelly Robinsons muziek uit El Cid. De filmmuziek werd uitgebracht door Sony Classical Records en was een commercieel succes.

#### Nummers
1. ."The Plaza of Execution"
2. ."Elena and Esperanza"
3. "The Ride"
4. "Elena's Truth"
5. "The Fencing Lesson"
6. "Tornado in the Barracks"
7. "The Confession"
8. "Zorro's Theme"
9. "The Mine (Montero's Vision)"
10. "Stealing the Map"
11. "Leave No Witnesses..."
12. "Diego's Goodbye"
13. "I Want to Spend My Lifetime Loving You (door Tina Arena en Marc Anthony)"

### Verwijzingen
In The Mask of Zorro zijn een aantal referenties naar echte historische gebeurtenissen verwerkt. Zo is Alejandro de fictieve broer van Joaquin Murrieta, een Mexicaanse outlaw die werd gedood door California State Ranger Harry Love in 1853. De film speelt echter meer dan 10 jaar eerder; in 1841. Tevens wordt in de film gesproken over Antonio López de Santa Anna.
De film bevat ook een paar verwijzingen naar oudere Zorro-media. Zo doet Don Diego, wanneer Alejandro undercover gaat als edelman, zich voor als diens bediende genaamd Bernardo. Bernardo is in veel Zorro-verhalen Don Diego’s helper. Verder draagt Alejandro wanneer hij voor het eerst op pad gaat als Zorro een kostuum dat sterk lijkt op het kostuum dat Douglas Fairbanks droeg in de film The Mark of Zorro (1920).

### Uitgave en ontvangst
The Mask of Zorro zou eigenlijk in december 1997 uitkomen, maar dit werd uitgesteld naar maart 1998. Volgens geruchten zou TriStar de première hebben uitgesteld om niet te hoeven concurreren met Titanic, maar de echte reden was waarschijnlijk een combinatie van het feit dat de productie van The Mask of Zorro vertraging op had gelopen, en dat Sony Pictures Entertainment (waar TriStar deel van is) graag een actiefilm wilde uitbrengen in het eerste kwartaal van 1998. De datum van maart 1998 werd ook niet gehaald, en dus werd de première verplaatst naar juli 1998.
De Spaanse première van de film werd onder andere bijgewoond door koning Juan Carlos I van Spanje, koningin Sophia van Griekenland en prinses Elena van Spanje.
De film was een succes. Op Rotten Tomatoes gaf 82% van de recensenten de film een positieve beoordeling. Op Metacritic kreeg de film een beoordeling van 63/100. Richard Schickel van Time magazine prees de film als “een eerbetoon aan klassieke swashbuckler films”. Toch waren critici niet overal over te spreken. Peter Travers bekritiseerde in zijn review van de film in het blad Rolling Stone de keuzes die de producers hadden gemaakt voor de rollen van de Mexicaanse personages. Bovendien verwachtte hij niet dat de film aan zou slaan bij het publiek.
Wereldwijd bracht The Mask of Zorro $250.288.523 op.

## Prijzen en nominaties
- ALMA Award
  - Gewonnen: Beste acteur (Antonio Banderas)
  - Gewonnen: Beste lied ("I Want to Spend My Lifetime Loving You" - Marc Anthony en Tina Arena)
- ASCAP Award
  - Gewonnen: Beste muziek
- Audience Award
  - Gewonnen: Beste acteur (Antonio Banderas)
- BAFTA Award
  - Genomineerd: Beste kostuumontwerp
- Golden Globe
  - Genomineerd: Beste komediefilm
  - Genomineerd: Beste acteur in een komediefilm (Antonio Banderas)
- MTV Movie Award
  - Genomineerd: Beste vrouwelijke nieuwkomer (Catherine Zeta-Jones)
  - Genomineerd: Beste gevecht (Antonio Banderas en Catherine Zeta-Jones)
- Oscar
  - Genomineerd: Beste geluid
  - Genomineerd: Beste geluidseffectbewerking
- Saturn Award
  - Genomineerd: Beste actiefilm
  - Genomineerd: Beste actrice (Catherine Zeta-Jones)
  - Genomineerd: Beste kostuums
- Young Artist Award
  - Gewonnen: Beste komische familiefilm